# مسجون ترانزيت (فلم)
مسجون ترانزيت هو فيلم إثارة مصري صدر سنة 2008، من إخراج ساندرا نشأت، وتأليف وإنتاج وائل عبد الله، ومن بطولة أحمد عز، ونور الشريف، وصلاح عبد الله، وإيمان العاصي. يحكي الفيلم قصة اللص علي، والذي يدخل السجن بتهمة قتل حارس أمن، وفي السجن يلتقي بشوقي، الذي يكلفه بمهمة فتح خزنة واستعادة معلومات مهمة لصالح البلاد.
حصل الفيلم على العديد من الجوائز في مهرجان أوسكار السينما المصرية لعام 2008 منها جائزة للفنان نور الشريف و جائزة لإيمان العاصي عن دورها في الفيلم. الفيلم يمثل أول لقاء بين نور الشريف و أحمد عز.
شارك في الفيلم عدد كبير من الرعاة لأول مرة منهم شيفروليه، وماكدونالدز، وسينمات سيتي ستارز.

## القصة
علي الدقاق لص خزائن محترف، يعمل على سيارة أجرة بالإسكندرية لإعالة والدته المريضة، يصحبه اللص نبيل صبحي، لسرقة مكتب للصرافة، ولكن ينتبه لهما الحارس، فيتصارع معه علي الدقاق، لتنطلق من مسدس الحارس رصاصتان، تصيب أحدهما نبيل وتقتل الأخرى الحارس، ليتم القبض عليهما، وينال نبيل الذي تم إنقاذه، عشر سنوات، بينما كان نصيب على الدقاق السجن المؤبد، ويتعرض على لمضايقات من معلم مغسلة السجن ، فيشتبك معه لينال علقة ساخنة، وحبس انفرادى، وفي زنزانته يزوره العميد شوقي الشناوى ، من المخابرات العامة، ويعرض عليه إخراجه من السجن، مقابل خدمة جليلة يقدمها للوطن، وبالطبع وافق على، وتم تقنين كل الإجراءات، واحضر العميد جثة مجهول من المشرحة، لتدفن على انها تخص على الدقاق، وبذلك خرج على الدقاق من السجن، وسلمت الجثة لوالدته لدفنها.
قام العميد شوقي بتدريب الدقاق على الخطة المزمع تنفيذها، وهي قتل الجاسوس الإسرائيلى داود عزرا وسرقة محتويات خزانته، حيث يأتي في اجازة بشرم الشيخ على يخته الخاص، مع وضع بصمات ضابط اسرائيلى آخر، كان على خلاف مع داود، على الخزينة للتخلص من الإثنين، وتولى تدريب الدقاق المساعدان أسامه وهدى، وتمت الخطة بنجاح وحصل الدقاق على محتويات الخزينة، ومنها مجموعة من الألماظ، وسلم المحتويات إلى العميد شوقي، الذي قدم للدقاق جواز سفر باسم عبد الرحمن هلال، ومبلغ من المال ليبدأ حياته، وتأشيرة لدخول الكويت بالإضافة لتذكرة السفر، وطلب منه المكوث هناك لمدة عام على الأقل. عاد الدقاق إلى مصر بإسمه الجديد، وإفتتح معرضا للسيارات، سرعان ما نال حظه من النجاح، واقتنى عبد الرحمن فيللا كبيرة، وتزوج من نيفين، وأنجب إبنا أطلق عليه اسم على، واستعان في أعمال المعرض، بذراعه اليمين شاهين وهو موظف سابق بالجمارك، وكان مخلصًا لعبد الرحمن، ودقيق في عمله، وإعتاد الاحتفاظ بصورة من أي مستند يمر عليه، وكان عبد الرحمن يحسن لكثيرين من المحتاجين، برواتب شهرية، ويتولى شاهين توصيل الإعانة شهريا، ومنهم والدة عبد الرحمن، ولكن دون علم شاهين بالحقيقة.
وفي يوم طلب شاهين قرض بمائة وعشرون ألف جنيه لشراء شقة، وتقسيط القرض، رفض عبد الرحمن. وفي عيد ميلاد الصغير على، ظهر فجأة العميد شوقي ولكن بعد ان أصبح لواء، وإقتحم حياة عبد الرحمن، وطلب منه خدمة جديدة لمصر، ولكن إختلاف ظروف عبد الرحمن، بزواجه وانجابه، وأصبح هناك مايخاف عليه، جعله يرفض الاشتراك بمهمة جديدة، وإرتبكت حياة عبد الرحمن، وظنت نيفين ان بحياته امرأة أخرى، وشجعتها أمها فريدة، على تلك الفرضية، فقامت نيفين بمراقبته وملاحقته، وقام شوقي بتهديده بكشف حقيقته، فرضخ له وأعلن استعداده لتنفيذ المهمة الوطنية، وكان المطلوب سرقة أوراق مهمة من خزينة عضو مجلس الشعب حسن موافي، الذي يعد مع آخرين مؤامرة ضد مصر، وحدد له ميعاد اقتحام المنزل، حيث أن سكانه غير متواجدين، وإقتحم عبد الرحمن المنزل، ليفاجأ بوجود حسن موافي، الذي كان متواجدًا بالمنزل مع عشيقته إحسان، وإضطر عبد الرحمن لطعنه في كتفه في الظلام، وفر هاربًا.
وبالمستشفى طلب النائب من إبنه عمرو أن ينقل الأوراق من الخزينة لمكان آخر، حتى لايعثر عليه الشرطة، التي بدأت تحقيقًا في الحادث، غير أن اللواء شوقي أمر عبد الرحمن بإعادة المحاولة، بعد ان أمده بالمكان الجديد، ونجح عبد الرحمن هذه المرة، في الحصول على الأوراق، ولكن فاجأه عمرو، وتقاتل معه ليسقط عمرو في حمام السباحة، وترتطم رأسه بحافته ويلقي مصرعه، وتتبع حرس النائب سيارة عبد الرحمن، وحاولوا الاعتداء عليه وعلى زوجته وإبنه، ولكن عبد الرحمن تمكن من التغلب عليهم، وهرب ومعه زوجته وابنه، وإضطر عبد الرحمن لمصارحة نيفين بعمله مع جهة سيادية، ولكنها لم تقتنع وأخذت ابنها لتقيم لدي والدها، بينما حاول النائب استرداد الأوراق اولًا، فلجأ إلى شاهين وعرض عليه مائة وخمسون الف جنيه لقاء الأوراق، ورسم له خطة استدراج عبد الرحمن لشقة مفروشة على انها منزله، ليختبئ بها بعيدًا عن مطارديه، ويضع له المخدر في الشاى ويسرق الأوراق، وتمت العملية بنجاح،
بدأ النائب بالخطوة التالية، ورفض الانتقام من عبد الرحمن بقتله، بل خطف إبنه الصغير على وقتله، وإضطر عبد الرحمن للبوح بكل شيء للعميد شريف بمديرية أمن الجيزة، وهنا ظهرت الحقيقة جلية، فقد اخبره العميد شريف، أن اللواء شوقي، هو أمهر مزور في مصر وإسمه عادل عرابي، وقد زور الأوراق التي اخرجه بها من السجن، وأشركه في سرقة تاجر الألماظ الإسرائيلى داود، وقد تم القبض عليه بعد شهر من عملية الهروب وتم سجنه، وقد كان النائب حسن موافي قد حصل على قروض من البنوك بمليار ونصف، بضمان عقود أراض وهمية، زورها له بإتقان عادل عرابى، والذي طمع في النائب، فكان يشاركه بعقد في كل الاراضى التي يستولى عليها بالتزوير، ولأن النائب على علاقة آثمة بإحسان زوجة عادل عرابي، فقد سرقت له العقود أثناء سجن زوجها، والذي خرج منذ شهر، وحاول استعادة الأوراق مرة أخرى، واتفق العميد شريف مع عبد الرحمن على الإيقاع بعادل عرابي، ولكن عبد الرحمن اتصل بشاهين وعرض عليه مائة وخمسون ألف جنيه نظير النسخة التي حتمًا صورها للأوراق، واتفق معه على اللقاء في المعرض، وهو نفس ميعاد اللقاء الذي ابرمه مع عادل لتسليمه الأوراق، ومع النائب ليأخذ النسخة الأخرى وينتقم من شاهين، وفي اللقاء أفشى عبد الرحمن بسر العلاقة الآثمة بين النائب وزوجة عادل عرابي، الذي استل مسدسه وقتل موافي واصاب عبد الرحمن في كتفه، واحتمي عادل بشاهين محاولًا الهرب من الشرطة، ولكن عبد الرحمن قتله بدعوى الدفاع عن النفس، وبعد ان زار على قبر إبنه على سلم نفسه للعميد شريف لإعادة التحقيقات في جريمة الهروب وباقي الجرائم التي اشترك بها.

## طاقم التمثيل
- أحمد عز بدور علي زناتي ربيع الدقاق / عبدالرحمن هلال.[7]
- نور الشريف بدور العميد شوقي / عادل عرابي
- صلاح عبد الله بدور شاهين
- إيمان العاصي بدور نيفين
- محمد أبو داوود بدور حسن موافي
- محمود البزاوي بدور نبيل صبحى
- شريف منير بدور العميد شريف
- أحمد جمال سعيد بدور عمرو حسن موافي
- سمير عبد العليم بدور صاحب الشقة الايجار
- فوزي الشرقاوي بدور والد نيفين
- شادي احمد بدور على ابن عبد الرحمن
- وائل سامي بدور اسامة
- معتز العبد بدور حارس حسن موافي
- رانيا الملاح بدور هدي
- مريم أبو المجد بدور اخت نيفين
- عبد الباسط محمد بدور عبد الباسط بواب عمارة أهل نيفين
- أحمد رماح بدور مساعد شوقي
- مجدي شكري بدور قاضي المحكمة
- حنان عبدا لحميد بدور والدة علي

## وصلات خارجية
- مقالات تستعمل روابط فنية بلا صلة مع ويكي بيانات

- مسجون ترانزيت على موقع قاعدة بيانات الأفلام العربية
- مسجون ترانزيت على موقع IMDb (بالإنجليزية)